# Elle (Vézère)
Die Elle ist ein kleiner Fluss in Frankreich, der in der Region Nouvelle-Aquitaine verläuft. Sie entspringt im Gemeindegebiet von Ayen, entwässert generell Richtung Südsüdwest und mündet nach rund 19 Kilometern im Gemeindegebiet von Terrasson-Lavilledieu als rechter Nebenfluss in die Vézère. Auf ihrem Weg tangiert die Elle die Départements Corrèze und Dordogne. In ihrem Unterlauf quert sie die Autobahn A89, im Mündungsbereich auch die Bahnstrecke Coutras–Tulle.

## Orte am Fluss
(Reihenfolge in Fließrichtung)
- Ayen
- Les Bernardoux, Gemeinde Saint-Robert
- Louignac
- Charniac, Gemeinde Louignac
- Villac
- Beauregard-de-Terrasson
- Lage, Gemeinde Le Lardin-Saint-Lazare
- Terrasson-Lavilledieu